# John Farrar (Mathematiker)
John Farrar (* 1. Juli 1779 in Lincoln (Massachusetts); † 8. Mai 1853 in Cambridge (Massachusetts)) war ein US-amerikanischer Physiker und Mathematiker. Er war Professor für Mathematik und Physik an der Harvard University.
Farrar studierte an der Phillips Academy in Andover und an der Harvard University. Nach dem Abschluss in Harvard 1803 studierte er Theologie an der Phillips Academy und wurde 1805 Tutor für Altgriechisch in Harvard. 1807 wurde er Hollis Professor für Mathematik und Physik. 1836 trat er von seinem Lehrstuhl aus Gesundheitsgründen zurück. Farrar war seit 1808 Mitglied der American Academy of Arts and Sciences.
Farrar veröffentlichte Übersetzungen französischer Mathematiklehrbücher wie die Algebra von Sylvestre Lacroix oder Auszüge aus Adrien-Marie Legendre. Sie wurden damals vielfach in den USA als Lehrbücher benutzt. 1827 veröffentlichte er eine Einführung in die Astronomie.
Anlässlich eines Wirbelsturms 1815 war er der Erste, der die Wirbelnatur von Hurrikanen erkannte. Ihm folgte später William Charles Redfield.
Farrar war zweimal verheiratet. 1828 heiratete er Eliza Ware Farrar (1791–1870), die aus Belgien kam und Kinderbücher veröffentlichte.